# Munna bituberculata
Munna bituberculata là một loài chân đều trong họ Munnidae. Loài này được Nordenstam miêu tả khoa học năm 1933.